# Brisbane International 2019
Brisbane International 2019 là một giải quần vợt của ATP World Tour 2019 và WTA Tour 2019. Giải đấu được chơi trên mặt sân cứng ngoài trời ở Brisbane, Queensland, Úc. Đây là lần thứ 11 giải đấu được tổ chức và được diễn ra tại Queensland Tennis Centre ở Tennyson. Giải đấu diễn ra từ ngày 30 tháng 12 năm 2018 đến ngày 6 tháng 1 năm 2019 và là 1 phần của Australian Open Series để chuẩn bị cho giải Grand Slam đầu tiên trong năm.

## Điểm và tiền thưởng

### Phân phối điểm
| Sự kiện | VĐ  | CK  | BK  | TK  | 1/16 | 1/32 | Q  | Q3 | Q2 | Q1 |
| Đơn nam | 250 | 150 | 90  | 45  | 20   | 0    | 12 | 6  | 0  | —  |
| Đôi nam | 250 | 150 | 90  | 45  | 0    | —    | —  | —  | —  | —  |
| Đơn nữ  | 470 | 305 | 185 | 100 | 55   | 1    | 25 | 18 | 13 | 1  |
| Đôi nữ  | 470 | 305 | 185 | 100 | 1    | —    | —  | —  | —  | —  |

### Tiền thưởng
| Sự kiện   | VĐ       | CK       | BK      | TK      | 1/16    | 1/321  | Q3     | Q2     | Q1     |
| Đơn nam   | $83,650  | $44,055  | $23,865 | $13,595 | $8,010  | $4,745 | $2,135 | $1,070 | —      |
| Đôi nam * | $25,410  | $13,360  | $7,240  | $4,140  | $2,430  | —      | —      | —      | —      |
| Đơn nữ    | $190,732 | $101,475 | $54,200 | $23,265 | $12,477 | $6,813 | $3,560 | $1,890 | $1,050 |
| Đôi nữ *  | $47,545  | $25,410  | $13,880 | $7,062  | $3,839  | —      | —      | —      | —      |

1Tiền thưởng vượt qua vòng loại cũng là tiền thưởng vòng 1/32.

*mỗi đội

## Nội dung đơn ATP

### Hạt giống
| Quốc gia | Tay vợt         | Xếp hạng1 | Hạt giống |
| -------- | --------------- | --------- | --------- |
| ESP      | Rafael Nadal    | 2         | 1         |
| JPN      | Kei Nishikori   | 9         | 2         |
| GBR      | Kyle Edmund     | 14        | 3         |
| RUS      | Daniil Medvedev | 16        | 4         |
| CAN      | Milos Raonic    | 18        | 5         |
| BUL      | Grigor Dimitrov | 19        | 6         |
| AUS      | Alex de Minaur  | 31        | 7         |
| AUS      | Nick Kyrgios    | 35        | 8         |

- 1 Bảng xếp hạng vào ngày 24 tháng 12 năm 2018.

### Vận động viên khác
Đặc cách:
- Alex Bolt
- James Duckworth
- Alexei Popyrin

Bảo toàn thứ hạng:
- Andy Murray
- Jo-Wilfried Tsonga

Vượt qua vòng loại:
- Ugo Humbert
- Miomir Kecmanović
- Thanasi Kokkinakis
- Yasutaka Uchiyama

Thua cuộc may mắn:
- Taro Daniel

### Rút lui
Trước giải đấu
- Rafael Nadal → thay thế bởi  Taro Daniel
- Mischa Zverev → thay thế bởi  Yoshihito Nishioka

## Nội dung đôi ATP

### Hạt giống
| Quốc gia | Tay vợt        | Quốc gia | Tay vợt            | Xếp hạng1 | Hạt giống |
| -------- | -------------- | -------- | ------------------ | --------- | --------- |
| Hoa Kỳ   | Bob Bryan      | Hoa Kỳ   | Mike Bryan         | 15        | 1         |
| JPN      | Ben McLachlan  | GER      | Jan-Lennard Struff | 40        | 2         |
| FIN      | Henri Kontinen | AUS      | John Peers         | 49        | 3         |
| Hoa Kỳ   | Rajeev Ram     | GBR      | Joe Salisbury      | 51        | 4         |

- 1 Bảng xếp hạng vào ngày 24 tháng 12 năm 2018.

### Vận động viên khác
Đặc cách:
- James Duckworth /  Jordan Thompson
- Alex de Minaur /  Lleyton Hewitt

## Nội dung đơn WTA

### Hạt giống
| Quốc gia | Tay vợt              | Xếp hạng1 | Hạt giống |
| -------- | -------------------- | --------- | --------- |
| UKR      | Elina Svitolina      | 4         | 1         |
| JPN      | Naomi Osaka          | 5         | 2         |
| Hoa Kỳ   | Sloane Stephens      | 6         | 3         |
| CZE      | Petra Kvitová        | 7         | 4         |
| CZE      | Karolína Plíšková    | 8         | 5         |
| NED      | Kiki Bertens         | 9         | 6         |
| RUS      | Daria Kasatkina      | 10        | 7         |
| LAT      | Anastasija Sevastova | 11        | 8         |

- 1 Bảng xếp hạng vào ngày 24 tháng 12 năm 2018.

### Vận động viên khác
Đặc cách:
- Kimberly Birrell
- Priscilla Hon[2]
- Samantha Stosur

Vượt qua vòng loại:
- Destanee Aiava
- Marie Bouzková
- Harriet Dart
- Anastasia Potapova

### Rút lui
Trước giải đấu
- Camila Giorgi → thay thế bởi  Ajla Tomljanović

## Nội dung đôi WTA

### Hạt giống
| Quốc gia | Tay vợt            | Quốc gia | Tay vợt            | Xếp hạng1 | Hạt giống |
| -------- | ------------------ | -------- | ------------------ | --------- | --------- |
| CZE      | Barbora Krejčíková | CZE      | Kateřina Siniaková | 2         | 1         |
| CAN      | Gabriela Dabrowski | CHN      | Xu Yifan           | 22        | 2         |
| Hoa Kỳ   | Nicole Melichar    | CZE      | Květa Peschke      | 28        | 3         |
| TPE      | Chan Hao-ching     | TPE      | Latisha Chan       | 45        | 4         |

- 1 Bảng xếp hạng vào ngày 24 tháng 12 năm 2018.

### Vận động viên khác
Đặc cách:
- Daria Gavrilova /  Karolína Plíšková
- Elise Mertens /  Samantha Stosur

Thay thế:
- Olga Danilović /  Anastasia Potapova

### Rút lui
Trước giải đấu
- Daria Gavrilova (chấn thương vai phải)

## Nhà vô địch

### Đơn nam
- Kei Nishikori đánh bại  Daniil Medvedev, 6–4, 3–6, 6–2

### Đơn nữ
- Karolína Plíšková đánh bại  Lesia Tsurenko, 4–6, 7–5, 6–2

### Đôi nam
- Marcus Daniell /  Wesley Koolhof đánh bại  Rajeev Ram /  Joe Salisbury, 6–4, 7–6(8-6)

### Đôi nữ
- Nicole Melichar /  Květa Peschke đánh bại  Chan Hao-ching /  Latisha Chan, 6–1, 6–1